# Yaoi

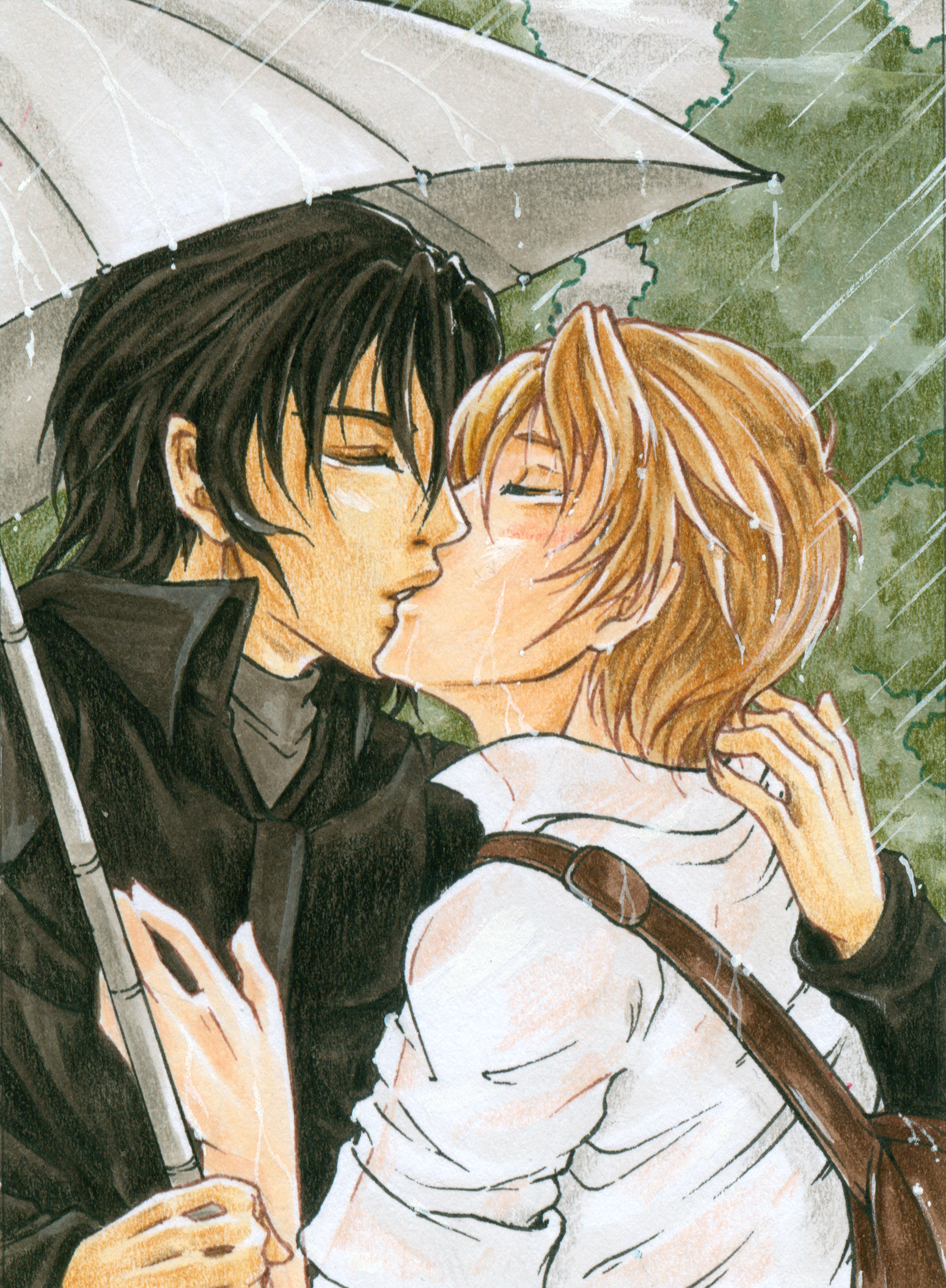
Um exemplo de arte yaoi. As características físicas esbeltas e semi-andróginas dos personagens típicas de bishōnen (lit. "meninos bonitos") são comuns na mídia yaoi.

Yaoi (em japonês:  やおい, [ja.o.i]), também conhecido pela denominação wasei-eigo boys' love (ボーイズ ラブ, bōizu rabu) e sua abreviação BL (ビーエル, bīeru), é um gênero de mídia fictícia originário do Japão que retrata relacionamentos homoeróticos entre personagens masculinos. Geralmente é criado por mulheres para um público feminino, o que o diferencia do gênero equivalente de mídia homoerótica criado por e para homens gays, embora o BL também atraia um público masculino e possa ser produzido por criadores homens. BL abrange uma ampla variedade de mídias, incluindo mangás, animes, CDs de drama, romances, jogos eletrônicos, séries de televisão, filmes e trabalhos de fãs.
Embora as representações da homossexualidade na mídia japonesa tenham uma história que remonta aos tempos antigos, o BL contemporâneo tem suas origens nos mangás de romance entre homens que surgiram na década de 1970 e que formaram um novo subgênero de mangá shōjo (quadrinhos para meninas). Vários termos foram usados para este gênero, incluindo shōnen-ai (少年愛), tanbi (耽美) e June (ジュネ; [dʑɯne]). O termo yaoi surgiu como um nome para o gênero no final da década de 1970 e início da década de 1980 no contexto da cultura dōjinshi (obras autopublicadas) como uma junção de yama nashi, ochi nashi, imi nashi ("sem clímax, sem ponto, sem significado"), onde era usado de forma autodepreciativa para se referir a trabalhos amadores de fãs que focavam em sexo, excluindo o enredo e o desenvolvimento dos personagens, e que frequentemente parodiavam mangás e animes tradicionais ao retratar personagens masculinos de séries populares em cenários sexuais. O termo Boys' love foi posteriormente adotado por publicações japonesas na década de 1990 como um termo genérico para mídia de romance entre homens, comercializada para mulheres.
Conceitos e temas associados ao BL incluem homens andróginos conhecidos como bishōnen; personagens femininas diminuídas; narrativas que enfatizam a homossocialidade e minimizam a homofobia sociocultural; e representações de estupro. Uma característica definidora do BL é a prática de parear personagens em relacionamentos de acordo com os papéis de seme, o ativo sexualmente ou perseguidor, e uke, o passivo sexual ou perseguido. O yaoi tem uma forte presença global, tendo se espalhado desde a década de 1990 por meio de licenciamento e distribuição internacional, bem como pela circulação não licenciada de obras de fãs de BL online. Obras, cultura e o fandom de BL têm sido estudados e discutidos por acadêmicos e jornalistas em todo o mundo.

## Etimologia e terminologia
Existem vários termos para descrever a ficção romântica japonesa e a ficção romântica entre homens com influência japonesa como gênero. Em uma pesquisa de 2015, realizada por Kazuko Suzuki com escritores profissionais japoneses de ficção romântica entre homens, cinco subgêneros principais foram identificados:
Shōnen-ai (少年愛;)
Embora o termo shōnen-ai historicamente conotasse efebofilia ou pederastia, a partir da década de 1970 passou a ser usado para descrever um novo gênero de mangá shōjo com romance entre bishōnen (lit. "meninos bonitos"), um termo para personagens masculinos andróginos ou efeminados. As primeiras obras shōnen-ai foram inspiradas na literatura europeia, nos escritos de Taruho Inagaki e no gênero Bildungsroman. Shōnen-ai frequentemente apresentam referências à literatura, história, ciência e filosofia; Suzuki descreve o gênero como sendo "pedante" e "difícil de entender", com "reflexões filosóficas e abstratas" que desafiavam os jovens leitores que muitas vezes só conseguiam entender as referências e temas mais profundos à medida que cresciam.
Tanbi (耽美)
Tanbi como termo e conceito é anterior ao mangá de romance entre homens que surgiu na década de 1970, tendo se originado para descrever ficção literária erótica e intelectual de autores como Yukio Mishima, Jun'ichirō Tanizaki e Yasunari Kawabata. Na década de 1980, revistas destinadas aos fãs de shōnen-ai usavam o termo para descrever ficção de escritores amadores e profissionais publicada nessas revistas, bem como para designar literatura com temas de homoerotismo e homossexualidade implícita de autores como Oscar Wilde, Jean Cocteau, Tatsuhiko Shibusawa e Mishima. Tanbi, neste contexto, é usado principalmente para descrever ficção em prosa, mas também tem sido usado para mangás e artes visuais.
June (ジュネ; [dʑɯne])
Derivado da revista de mangá de romance homônima entre homens, publicada pela primeira vez em 1978, o termo foi originalmente usado para descrever trabalhos que se assemelhavam ao estilo de arte dos mangás publicados naquela revista. Também tem sido usado para descrever obras amadoras que retratam a homossexualidade masculina, que são criações originais e não trabalhos derivados. Na década de 1990, o termo caiu em desuso, em favor de "boys' love"; foi sugerido que os editores que desejam se firmar no mercado de June cunharam "boys' love" para dissociar o gênero da editora de June.
Yaoi (やおい)
Criado no final da década de 1970 pelos artistas de mangá Yasuko Sakata e Akiko Hatsu, yaoi é uma palavra-valise de yama nashi, ochi nashi, imi nashi (山[場]なし、落ちなし、意味なし), que se traduz como "sem clímax, sem ponto, sem significado". Inicialmente usado por artistas como um eufemismo autodepreciativo e irônico, o termo se refere a como as primeiras obras yaoi geralmente focavam no sexo, excluindo o enredo e o desenvolvimento dos personagens; é também uma referência subversiva à estrutura narrativa clássica japonesa de introdução, desenvolvimento, reviravolta e conclusão.
Boys' love (ボーイズ ラブ, bōizu rabu)
Geralmente escrito como a sigla BL (ビーエル, bīeru), ou alternativamente como "boy's love" ou "boys love", o termo é uma construção wasei-eigo derivada da tradução literal em inglês de shōnen-ai. Usado pela primeira vez em 1991 pela revista Image em um esforço para reunir esses gêneros díspares sob um único termo, o termo se tornou amplamente popularizado em 1994 após ser usado pela revista Puff. "BL" é o termo comum usado para descrever a mídia de romance entre homens comercializada para mulheres no Japão e em grande parte da Ásia, embora seu uso no Ocidente seja inconsistente.
Apesar das tentativas dos pesquisadores de codificar as diferenças entre esses subgêneros, na prática esses termos são usados indistintamente. Kazumi Nagaike e Tomoko Aoyama observam que, embora BL e yaoi sejam os termos genéricos mais comuns para esse tipo de mídia, eles evitam especificamente tentativas de definir subgêneros, observando que as diferenças entre eles são mal definidas e que, mesmo quando diferenciados, os subgêneros "permanecem tematicamente interligados".
Na investigação de Suzuki sobre esses subgêneros, ela observa que "não existe um termo japonês apropriado e conveniente para abranger todos os subgêneros de ficção de amor entre homens, feita por e para mulheres". Yaoi tem sido usado como um termo genérico no Ocidente para quadrinhos influenciados pelo Japão com relacionamentos entre homens, e foi usado preferencialmente por editoras de mangá americanas para trabalhos desse tipo devido à crença de que o termo boys' love (lit. amor de meninos) carrega a implicação de pedofilia. No Japão, yaoi é usado para denotar dōjinshi e obras que focam em cenas de sexo. Em todos os usos, yaoi e boys' love excluem mangás gays (bara), um gênero que também retrata relacionamentos sexuais entre gays, mas é escrito para e principalmente por homens gays.
No Ocidente, o termo shōnen-ai é às vezes usado para descrever títulos que focam mais em romance do que em conteúdo sexual explícito, enquanto yaoi é usado para descrever títulos que apresentam principalmente temas e materiais sexualmente explícitos. Yaoi também pode ser usado por fãs ocidentais como um rótulo para animes ou mangás baseados em slash fiction. O uso japonês de yaoi para denotar apenas obras com cenas explícitas às vezes entra em conflito com o uso ocidental da palavra para descrever o gênero como um todo, criando confusão entre o público japonês e ocidental.

### Pronúncia
Na pronúncia japonesa fiel, todas as três vogais são pronunciadas separadamente (apesar disso, é frequentemente escutado mundo afora com apenas duas sílabas, IPA: [jaˈoi̯]). A pronúncia mais correta em português seria pois [ja.oˈi], ou "iaoí" (a sílaba tônica é a última vogal), com a versão aberta ou fechada da letra "o" mas jamais a reduzida [u]. Entretanto, nenhuma dessas regras é estrita, com muitas pessoas não dando devida atenção a detalhes muito mais importantes da pronúncia da língua japonesa na hora de usar empréstimos dela oriundos.

### Significado
As letras em japonês formam o acrônimo da frase 「ヤマなし、オチなし、意味なし」 (yama nashi, ochi nashi, imi nashi), que é traduzido para o português como  "Sem clímax, sem resolução, sem significado", ou como a frase de efeito "Sem pico, sem ponto, sem problema.", apesar do termo não ser usado dessa maneira.
O termo parece ter sido originalmente usado no Japão por acaso por volta dos anos 80 para descrever dōjinshis amadoras.

### Origem
No final da década de 1980, houve um aumento significativo de trabalhos envolvendo paródias de mangás publicados em formato de dōjinshis, que são conhecidas por serem revistas amadoras de publicação independente. A “explosão” desses mangás amadores ocorreu principalmente pela alta popularidade do anime Shōnen com temática esportiva Capitão Tsubasa no ano de 1985. Logo em seguida, animes e mangás de renome como Saint Seiya, Tenkuu Senki Shurato, Yoroiden Samurai Trooper e Ginga Eiyuu Densetsu também se tornaram objeto de intensa “yaoi-ização”, ou seja, aumentou ainda mais a produção e venda de dōjinshis no Japão.
Acredita-se que o termo foi criado por Yasuko Sakata e Akiko Hatsu ainda nos anos 80, ambas artistas que participaram do Year 24 Group, movimento responsável por revolucionar a demografia Shōjo. Inicialmente o termo era usado de maneira depreciativa e irônica, já que na época as histórias deste novo gênero eram inicialmente escritas por autoras amadoras e aspirantes à mangakás.
Com o passar dos anos, o Yaoi ganhou características próprias e histórias mais complexas. Além disso, no começo dos anos 2000 surgiram diversas revistas especializadas em publicar tais mangás, fazendo com que a palavra Yaoi se tornasse inadequada como um termo comercial. Como substituição, a demografia passou a ser nomeada como "Boys Love", se tornando a nomenclatura mais utilizada no Japão e no mundo. Ademais, era desconfortável utilizar Yaoi para se referir histórias com origem sul-coreana ou tailandesa, por exemplo, já que Yaoi é uma palavra com característica japonesa muito forte.

### Uke, seme, riba e entre outros
“Seme” (“semeru” 攻め) é escrito com o kanji que significa “ataque” (攻める), ou seja, o personagem “Ativo” e “Uke” (“ukeru”, 受け) é escrito com o kanji que significa “receba” (受ける), ou seja, o personagem “Passivo” de uma relação. Inicialmente, esses termos eram usados em artes marciais e que foram apropriados por artistas de dōjinshis para descrever os papéis sexuais dos personagens. Já o “Riba” (“Ribā”, リバ) é escrito em katakana, pois é a abreviação de “reversível”, usado para indicar casais com papéis sexuais que não são estritamente definidos, "Riba" é amplamente usado na indústria de dōjinshis.  
Atualmente, embora os termos “Seme” e “Uke” sejam usados com muita frequência na indústria de BL e doujinshi no Japão, muitos fãs também utilizam outros termos para descrever os papéis dos personagens em um relacionamento. Alguns usam as palavras “tachi” (タチ) e “neko” (ネコ), ativo e passivo respectivamente, e nos últimos anos também pode-se encontrar os termos “hidari” (左) e “migi” (右) para se referir aos papéis não-sexuais entre os personagens em um relacionamento.

## Shōnen-ai
O termo Shōnen-ai foi exportado para ocidente com um erro de tradução, o que originou o senso comum de que “Shounen-ai é um gênero que refere-se aos mangás sem cenas sexuais” e “Yaoi é um gênero que refere-se aos mangás com cenas sexuais”. Na realidade, o Shōnen-ai é um termo utilizado para se referir aos primeiros mangás Shōjo com temática homoafetiva nos anos 70. As pioneiras do Shōnen-ai foram Moto Hagio (também conhecida como a pioneira do “Shōjo moderno”) e Keiko Takemiya.
O Shōnen-ai geralmente tinha como características a presença de jovens garotos bishounen, ou seja, adolescentes de boa aparência, e a descoberta do amor romântico. Nunca foi especificado que tipo de amor era, mas certamente não se limitou ao relacionamento heteronormativo dominante na época. O termo chegou ao ocidente com a tradução literal “Amor entre garotos”, mas na verdade, no Japão Shōnen-ai tem um significado próximo à palavra Pederastia, por conta do significado inapropriado para se referir às histórias com relacionamento entre homens e da bagagem íntima com o Shōjo, a palavra foi substituída algumas vezes, até que o termo “Boys Love” foi o mais adequado.  

## Boys' love
Não se sabe ao certo como a nomenclatura Boys Love surgiu, mas acredita-se que o slogan “BOYS LOVE COMIC” da revista “IMAGE” em 1991 deu origem à expressão Boys Love (ou apenas “BL”). Os responsáveis pela revista também pensaram que outras palavras como "JUNE", "tanbi" e "yaoi" não eram suficientes para descrever o conteúdo da revista, que enfatizava o enredo ao invés dos elementos sexuais, porém, eles não imaginavam a proporção que chegaria o BL, que passou a ser usado como termo oficial. Apesar de “Boys Love” não ter sido a primeira nomenclatura para descrever o conteúdo homoafetivo em mangás, foi ela que ganhou espaço em revistas comerciais no Japão, sendo um termo para se referir aos trabalhos profissionais de mangakás. Além disso, o “Boys Love” tornou-se popular em países como Coreia do Sul, Tailândia, Estados Unidos e entre outros.
Apesar da popularidade da palavra, na China houve resistência e utiliza-se a palavra Danmei em alternância com Boys Love.

## Artistas de dōjinshis

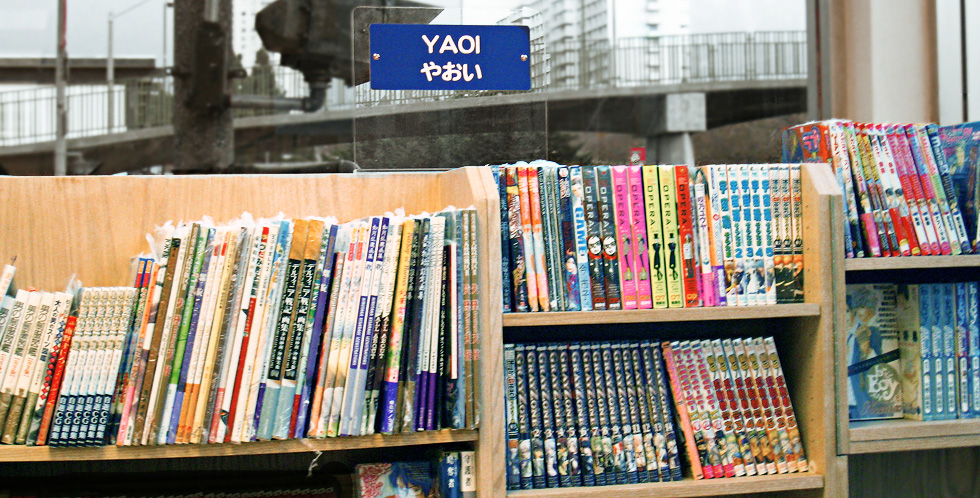

A maior parte dos mangakás de Boys Love começaram sua carreira produzindo dōjinshis com o gênero romance que envolvem casais não-oficiais. Algumas artistas famosas são:
- Kizu Natsuki – Autora de Given e Links, começou fazendo dōjinshis de Haikyuu, Kuroko no Basket, Hetalia e entre outros com o pseudônimo “Gusari”. Seu trabalho com dōjinshis permanece até hoje apesar da popularidade de Given
- Yoneda Kou – Autora de Saezuru Tori wa Habatakanai, já publicou dōjinshis de Katekyo Hitman Reborn!, Giant Killing, D.Gray-man e entre outros.
- Ogeretsu Tanaka – Autora de Escape Journey, Yarichin Bitch Bu e Lonely to Organdy, já trabalhou com dōjinshis de Kuroko no Basket.
- Eiki Eiki – Autora de Love Stage!!, escreveu dōjinshis de Gundam SEED, Fullmetal Alchemist, Death Note, Dragon Ball Z e entre outros.